# Konfederacja Gdańska, Elbląga i Torunia
Konfederacja Gdańska, Elbląga i Torunia – konfederacja Gdańska, Elbląga i Torunia, funkcjonująca w latach 1615-1623.

## Historia
Konfederacja powstała jako rezultat akcji samoobronnej przeciw wewnętrznemu kryzysowi na łonie I Rzeczypospolitej w pierwszej połowie XVII wieku. Kryzys ten przejawił się głównie w Rokoszu Zebrzydowskiego i wywołanej nim anarchii, w tym rozprzężeniu w szeregach wojskowych. Klęski w Rosji po 1612 zeszły się w czasie z powstawaniem różnych konfederacji wojskowych, które wróciły do Polski i rozpoczęły szeroko zakrojoną grabież miast i wsi. Władza centralna była praktycznie bezsilna wobec tych wydarzeń. Patrycjat Gdańska już w 1612 szukał szans na zawarcie korzystnych sojuszy obronnych, m.in. myślał o przystąpieniu do sojuszu hanzeatycko-niderlandzkiego, czy pragnął przejąć rolę przewodnią w pruskiej konfederacji szlachecko-mieszczańskiej z 1613. Żaden z tych projektów nie został zrealizowany. W takiej sytuacji postanowiono zawrzeć skromniejszy sojusz, ograniczony do trzech największych metropolii tego rejonu. Napotkało to pewne problemy, zwłaszcza ze strony tzw. Trzeciego Ordynku – reprezentacji średniego mieszczaństwa gdańskiego, który nie zgodził się na odsunięcie swoich przedstawicieli od dyskusji nad tą sprawą, a także nie chciał zepchnięcia kosztów związanych z utrzymaniem sojuszu na barki szerokich mas ludności. Poważnym problemem był też opór Elbląga, który od dawna był poróżniony z Gdańskiem na tle ekonomicznym. Trudność tę przezwyciężono, obiecując Elblągowi czynne poparcie w sporze miasta z biskupem warmińskim o oddanie katolikom jednego z kościołów.

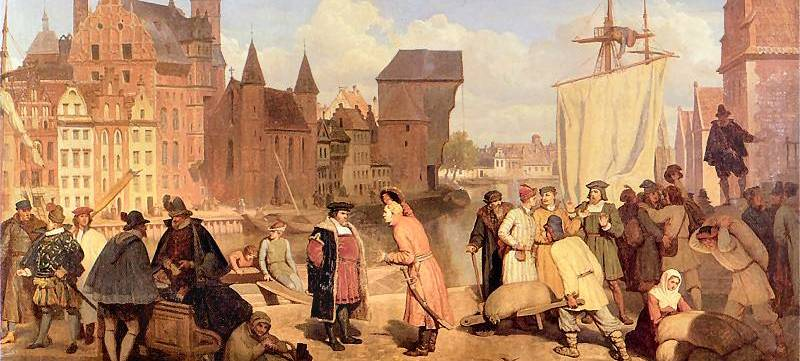
Wojciech Gerson – Gdańsk w XVII wieku

Akt związkowy podpisano ostatecznie w Gdańsku 6 stycznia 1615. Ustrój konfederacji zbliżony był do rozwiązań zachodnioeuropejskich, zwłaszcza niemieckich (w Polsce brak było tego rodzaju wzorów). Przewidywano, że dla uniknięcia napadów i obcych oblężeń trzy miasta wpłacą do wspólnego skarbca fundusz w wysokości 40.000 guldenów (Gdańsk połowę tej sumy) i corocznie będą go uzupełniać o połowę pierwotnego wkładu przez dziesięć lat. Opiekę nad skarbcem sprawował Gdańsk. Miał on też funkcję kierowniczą w konfederacji. Tutaj też organizowano raz do roku narady w kwestiach obronnych. W razie gdyby koszty obronne przekroczyły stan skarbca, miasta były zobowiązane do udzielenia sobie dodatkowej pomocy. Istniała możliwość prolongaty aktu w dniu jego wygasania, zgodnie, przez wszystkich członków.
Gdańsk, zwłaszcza po wpłaceniu pierwszej raty, przestał pozorować początkowe działania wspierające Elbląg, wymawiając się tym, że konfederację zawiązano dla spraw ważniejszych niż spór o jedną świątynię. Wywołało to poważne rozgoryczenie w Elblągu, a z czasem również Toruń zauważył, że stał się dobrowolnie miastem satelickim Gdańska. Powstały na tym tle pierwsze rysy w związku. Konfederacja stała się też przedmiotem ostrych ataków szlachty pruskiej, która nie życzyła sobie ujednolicenia polityki miast. Od 1618 początkowe nieporozumienia przekształciły się w ostry kryzys, pogłębiany dodatkowo sprzecznymi interesami ekonomicznymi poszczególnych miast-członków (m.in. sporem między kupcami gdańskimi i toruńskimi o gdańską kontrabandę śledzi i soli zamorskiej w górę Wisły). Składki do wspólnej kasy zaprzestano wnosić od 1619. Gdańszczanie pragnęli utrzymać związek, przede wszystkim obawiając się najazdu szwedzkiego, ale rozdźwięki wewnętrzne były zbyt silne. Konfederację ostatecznie rozwiązano 9 czerwca 1623 (półtora roku przed terminem planowanego wygaśnięcia).